# Hospital Infantil Universitario "Rafael Henao Toro"
El Hospital Infantil Universitario "Rafael Henao Toro" es una Institución Prestadora de Servicios de Salud (IPS) privada, sin ánimo de lucro, ubicada en la ciudad de Manizales (Caldas), Colombia. Ofrece servicios de segundo, tercer y cuarto nivel de atención a niños, niñas y adolescentes. Se caracteriza por ser la única IPS de la región del Triángulo del Café (Eje Cafetero) con servicio integral para atender población pediátrica, además de contar con una amplia gama de especialidades. Pertenece a la Cruz Roja Colombiana, Seccional Caldas.

## Historia
La historia del Hospital Infantil va ligada y reflejada con la de la floreciente ciudad de Manizales de los años 30, cuando para responder a las dificultades en salud de sus pobladores, un grupo de médicos altruistas encabezados por el Dr. Néstor Villegas Duque, emprendió la titánica labor de iniciar y sostener una obra que permitiera la atención de los niños enfermos. En esta cruzada lo acompañaron Jorge Botero, Gabriel Villegas y Antonio J. Londoño, inaugurando el 27 de mayo de 1937 un Hospital con 34 camas para niños desamparados, quienes estaban al cuidado de un grupo de médicos voluntarios y de unas religiosas. La comunidad se unió a esta obra y mediante donaciones se garantizó su funcionamiento. Fue llamado inicialmente Hospital de los Niños Desamparados. Desde la época de la fundación ha contado con el apoyo de las congregaciones de las Hermanas de los Pobres y las Hermanas de la Presentación.
El Hospital Infantil inició sus actividades en una casona que antes había sido sede de la Clínica Santa Inés, edificación que fue donada más adelante al Hospital por Don Manuel Piedrahíta y su esposa Doña Luz Mila de Piedrahíta. Posteriormente el Municipio de Manizales adquirió los terrenos adyacentes, esto permitió la construcción del edificio donde actualmente funciona el Hospital Infantil de la Cruz Roja.
El 14 de febrero de 1951 es cedido a la junta directiva del Municipio de Manizales, quien a su vez lo cede a la Beneficencia hasta el 4 de marzo de 1954 cuando es entregado a la Cruz Roja Colombiana, momento en el cual el Dr. Rafael Henao Toro inicia una era para la institución. El Hospital Infantil “Rafael Henao Toro”, entidad privada sin ánimo de lucro ha centrado su misión en la atención de mediana y alta complejidad de los niños, niñas y adolescentes del Eje Cafetero y otras regiones del país, siendo la única institución con estas características en la región, especializada además en la atención del niño quemado, así mismo continúa siendo una institución universitaria que ha contribuido 76 años a la formación del recurso humano en el área pediátrica, generando un alto impacto social.

## Especialidades
Dado que su población objetivo es la pediátrica, prestan servicios en diferentes especialidades de salud oral, medicina especializada y quirúrgica:

### Especialidades médicas
- Cuidados intensivos pediátricos
- Dermatología
- Endocrinología
- Gastroenterología Pediátrica
- Hemato-Oncología Pediátrica
- Neumología
- Patología
- Reumatología
- Pediatría
- Psiquiatría

### Especialidades médico-quirúrgicas
- Cirugía pediátrica
- Cirugía plástica
- Ortopedia
- Neurocirugía
- Otorrinolaringología
- Oftalmología
- Radiología intervencionista

### Otras especialidades
- Fisioterapia
- Fonoaudiología
- Neuropsicopedagogía
- Nutrición y Dietética
- Psicología
- Terapia respiratoria
- Trabajo social